# Đan Trường (nhạc sĩ)
Đan Trường (1919 – 16 tháng 1 năm 2011) là một nhạc sĩ Việt Nam, tác giả nhạc phẩm Trách người đi.

## Cuộc đời
Đan Trường tên thật Ngô Đức Vân Quỳnh, sinh năm 1919 tại làng Đạo Ngạn, Phủ Lạng Thương, Bắc Giang. Năm 16 tuổi, ông bắt đầu theo học tại trường Bonnal (nay là trường Ngô Quyền, Hải Phòng). Năm 20 tuổi Đan Trường qua Pháp du học và có tham gia Chiến tranh thế giới thứ hai từ 1939 đến 1945. Sau khi Chiến tranh thế giới thứ hai kết thúc, ông ở lại nước Pháp, và trở thành một thư ký tòa soạn cho đài Phát thanh Pháp.
Năm năm 1950, Phạm Văn Nhận cùng một số sinh viên Việt Nam du học tại Pháp bao gồm Đan Trường thành lập nhóm Ly Tao. Tổ chức nghệ thuật điện ảnh này đã bắt tay thực hiện bộ phim truyện ngắn đầu tiên trong giai đoạn 1952–1954. Sau khi bộ phim Một trang nhật ký được đón nhận tại cả Sài Gòn và Hà Nội trong dịp Tết Nguyên Đán năm 1953, Phạm Văn Nhận thành lập hãng phim Tân Việt Nam điện ảnh hay sau này được đổi tên là hãng Tân Việt Nam phim. Hai thế giới là bộ phim truyện tiếp theo được nhóm thực hiện và Đan Trường đã tham gia viết nhạc cho bộ phim. Bộ phim này đã được Trung tâm quốc gia điện ảnh Pháp CNC cho phục chế và số hóa để công chiếu tại Paris vào tháng 9 năm 2015 và sau đó là Việt Nam vào tháng 11 cùng năm.
Sau Hai thế giới, Đan Trường tiếp tục tham gia viết kịch bản và nhạc cho phim Giá hạnh phúc (1953) của đạo diễn Phạm Văn Nhận, đồng thời đóng vai đầu bếp. Bộ phim được đánh giá là một cột mốc kỹ thuật của Tân Việt Nam Phim. Năm 1954, Giá hạnh phúc cùng Hai thế giới đã được đưa về Việt Nam công chiếu nhân dịp Tết Nguyên Đán. Theo đặc san Tia sáng số 9 năm 1954, Giá hạnh phúc được khán giả Sài Gòn và Hà Nội đánh giá là bộ phim truyện Việt Nam hay nhất trong số những bộ phim do người Việt Nam sản xuất được và đã được trình chiếu trong năm 1954. Cũng trong năm này, Đan Trường tham gia bộ phim Pháo đài của những thằng điên với vai diễn một sĩ quan Việt Minh.
Sau khi về hưu năm 1982, nhạc sĩ Đan Trường sống tại vùng Bretagne, nước Pháp. Những năm trước khi ông qua đời, ông thường hay về Việt Nam thăm gia đình. Ông từng nói ông rất muốn về sống tại Việt Nam, tuy nhiên hoàn cảnh lại không cho phép điều đó. Ông qua đời ngày 16 tháng 1 năm 2011 tại tỉnh Bretagne, Pháp.

## Âm nhạc
Đan Trường bắt đầu viết nhạc vào năm 1943, khi ông 24 tuổi. Trong các sáng tác của ông, nổi tiếng hơn cả là bản Trách người đi được ông viết bên Pháp rồi gửi về Hà Nội. Ca khúc là nỗi nhớ nhung của những đôi lứa phải xa cách nhau vào những năm đầu của thập niên 1940. Nó cũng chính là tâm sự của người yêu nhạc sĩ Đan Trường khi ông lên đường sang Pháp du học mà không hẹn ngày trở về. Sau khi nghe tin đồn Đan Trường chết trong Thế chiến, cô người yêu đó đi lấy chồng.
Sương lam tuôn rơi hắt hiu trên cành thông sáng reo vi vu
Khiến xui bao nhiêu nhớ nhung tràn lòng ước mơ
Người đi phương xa đâu ngờ
Miền quê ai đang mong chờ
Đau đớn sót thầm từ ngày biệt ly...
Trách người đi của Đan Trường được phổ biến trên Đài phát thanh, trở thành một trong những nhạc phẩm tiền chiến nổi tiếng. Nhiều ca sĩ nổi tiếng như Khánh Ly, Sĩ Phú, Mai Hương, Thu Minh đã trình bày ca khúc này.

## Tác phẩm
Ngoài Trách người đi, nhạc sĩ Đan Trường còn sáng tác một số ca khúc khác:
- Cái áo the thâm tàng (1953)
- Cảnh làng quê (1953)
- Miếng trầu duyên (1953)[14]
- Biệt quê (1953)
- Ba cô xinh xinh (1953)
- Đêm vắng xuôi đò (1953)
- Một cảnh đêm hè (1953)
- Ông đồ Hành (1954)
- Trăng mờ miếu cũ (1953)
- Đêm vắng xuôi đò